# メガロス

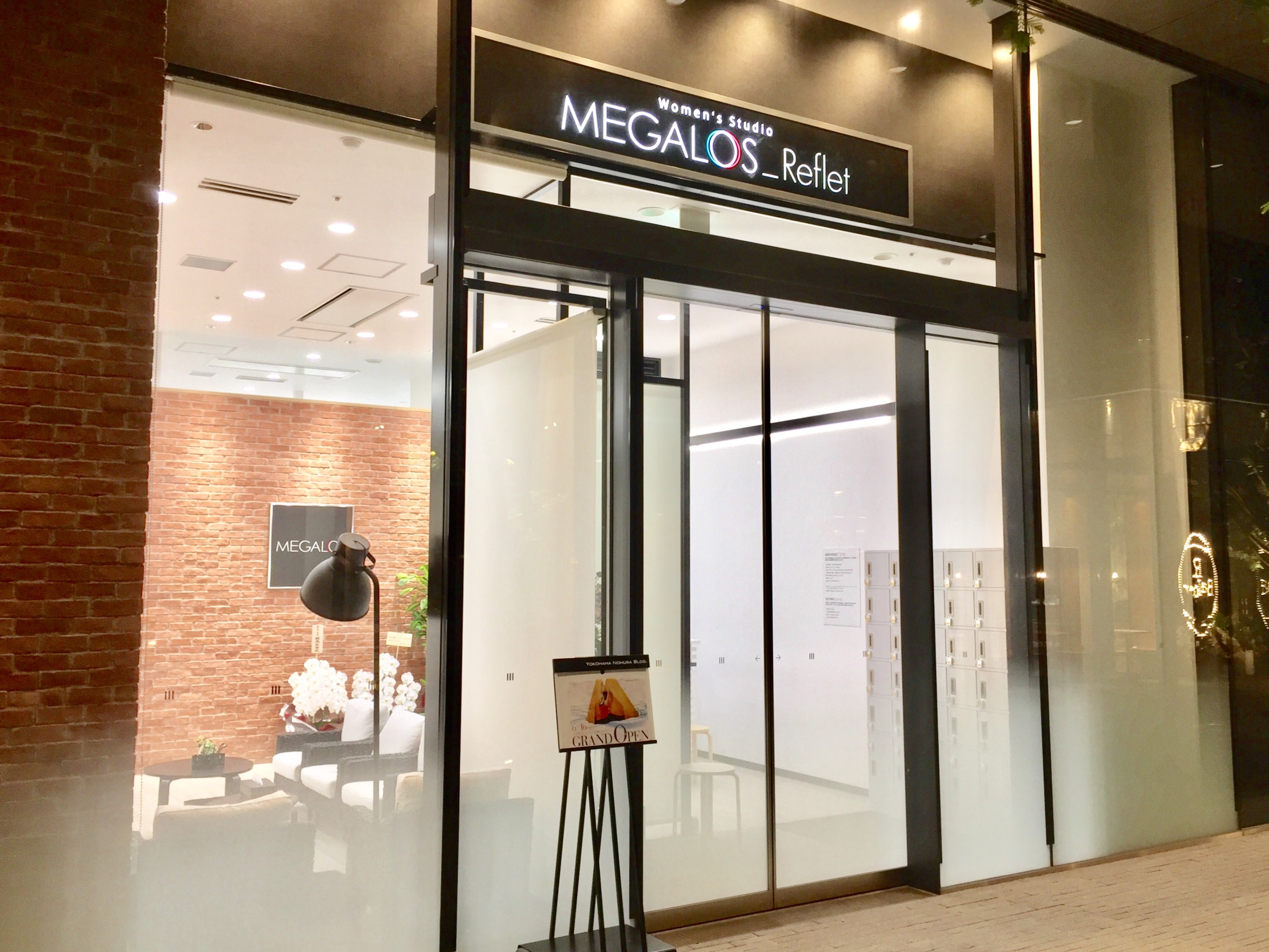
メガロスルフレみなとみらい
（横浜野村ビル）

メガロス (MEGALOS) は、野村不動産ライフ&スポーツ株式会社が企画開発と運営を手掛けるフィットネスクラブ。野村不動産グループの一員。

## 概説
企業理念は「顧客満足を感動と喜びに変える」。また、オリコン顧客満足度総合ランキング（フィットネス部門）において、2008年度、2009年度、2010年度と、3年連続で総合第1位を獲得している。

## 沿革
- 1989年（平成元年）
  - 3月 - 「鶴川緑山倶楽部」（後のメガロス緑山倶楽部）の運営会社として、野村不動産の子会社・株式会社エヌ・エフ・クリエイトとして設立。
  - 11月 - 鶴川緑山倶楽部（東京都町田市）を開業。
- 1993年（平成5年）7月 - フィットネス事業・スクール事業で、株式会社ピープル（現・株式会社コナミスポーツクラブ）と業務提携。
- 1995年（平成7年）3月 - メガロス1号店となる草加店（埼玉県草加市）を開業。
- 2001年（平成13年）4月 - 株式会社メガロスに商号変更。
- 2005年（平成17年）5月 - コナミスポーツ株式会社（旧・株式会社ピープル）との業務提携を解約。
- 2007年（平成19年）11月 - ジャスダック証券取引所に株式上場。
- 2011年（平成23年）2月 - 本社を東京都新宿区西新宿から渋谷区恵比寿南に移転。
- 2013年（平成25年）12月 - メガロス緑山倶楽部を閉鎖。
- 2015年（平成27年）6月 - 野村不動産ホールディングス株式会社が株式公開買付けにより94.33%の株式を取得。
- 2015年（平成27年）8月 - 上場廃止。
- 2015年（平成27年）9月 - 株式交換により野村不動産ホールディングス株式会社の完全子会社となる。
- 2016年（平成28年）2月 - 本社を東京都渋谷区恵比寿南から中野区本町に移転。
- 2016年（平成28年）4月 - 野村不動産ライフ&スポーツ株式会社に商号変更。

## 業態

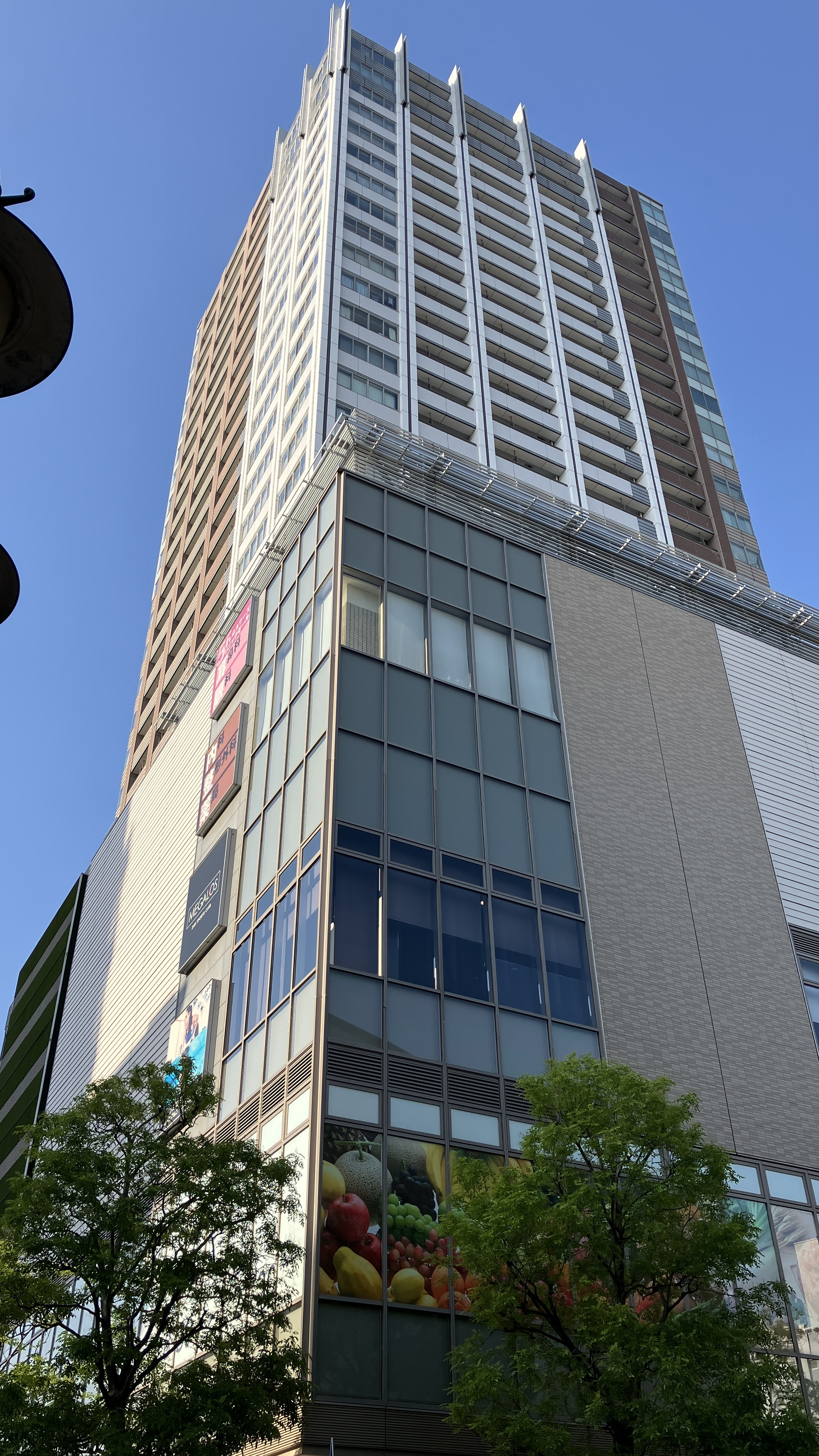
メガロス三鷹（東京都武蔵野市中町、武蔵野タワーズ・タワーズモール）

2024年4月時点では東京都・千葉県・埼玉県・神奈川県・静岡県・愛知県・大阪府に45店舗を展開する。
メガロス店
一般的なスポーツクラブ業態で、マシンジム・スタジオ・プール・ゴルフレンジ・風呂・シャワー等を備える。各種スクール・プログラムも開催する。基本的に24時間営業であるが定休日等設けている場合あり。深夜・早朝帯はマシンジムのみ利用可。
メガロス24店
近年、他社を含め急速に普及している24時間営業小型フィットネスジム業態。基本的にマシンジム・シャワー設備のみとなる。旧称デイオス24。コロナ禍における経営状況の悪化を受け、2021年末までに下赤塚店を除き閉店となる。
メガロスルフレ店
女性専用フィットネス（プライベートジム）業態。
メガロスゼロプラス店
マンツーマンでコーチから指導を受けられるパーソナルジム業態。